# Chinese bittervoorn
De Chinese bittervoorn (Rhodeus ocellatus) is een vis die voorkomt in schoon stilstaand of langzaam stromend water.

## Algemeen
De Chinese bittervoorn is een 5 tot 10 cm groot visje dat lijkt op de bittervoorn. Er zijn enkele ondersoorten:
Rhodeus ocellatus kurumeus uit Japan ook bekend als Rh. oc. Smithii en
Rhodeus ocellatus ocellatus , inheems in China, Taiwan en Japan.

## Voortplanting
De Chinese bittervoorn legt zijn eieren in een zoetwatermossel. In aanwezigheid van deze mossels worden mannetjes in de paartijd kleurrijk.

## Ecologische betekenis
De Europese bittervoorn is een beschermde vis. Omdat deze niet verhandeld mogen worden, is de Chinese bittervoorn een legaal alternatief voor vijverliefhebbers.
Als exoot raakt deze vis verwilderd in Japan en in de Benelux.
1. ↑  (en) Chinese bittervoorn op de IUCN Red List of Threatened Species.